# Kresnenska klisura
Kresnenska klisura (bulgariska: Кресненска клисура) är en ravin i Bulgarien.   Den ligger i regionen Blagoevgrad, i den sydvästra delen av landet, 100 km söder om huvudstaden Sofia. Kresnenska klisura ligger 487 meter över havet.
Terrängen runt Kresnenska klisura är kuperad åt sydväst, men åt nordost är den bergig. Närmaste större samhälle är Stara Kresna, 1,4 km öster om Kresnenska klisura. 
I omgivningarna runt Kresnenska klisura växer i huvudsak blandskog. Runt Kresnenska klisura är det glesbefolkat, med 16 invånare per kvadratkilometer.